# Bostrichiformia
Bostrichiformia är en infraordning av underordningen allätarbaggar (Polyphaga) i ordningen skalbaggar.
Den innehåller två superfamiljer, Derodontoidea och Bostrichoidea, som inkluderar ängrar, trägnagare, kapuschongbaggar och andra familjer.